# Kedungsono
Kedungsono is een bestuurslaag in het regentschap Sukoharjo van de provincie Midden-Java, Indonesië. Kedungsono telt 2318 inwoners (volkstelling 2010).